# Kunst im öffentlichen Raum in Ludwigshafen
Diese Liste zeigt Kunst im öffentlichen Raum der Stadt Ludwigshafen am Rhein.
Diese Kunstwerke sind zum Teil Werke von international anerkannten Künstlern und Künstlern von lediglich regionaler Bedeutung.

## Liste
| Bild | Künstler / Werk / Jahr                                                                       | Anmerkungen |
| ---- | -------------------------------------------------------------------------------------------- | --- |
|      | Alex Bär Begegnung 2012                                                                      | Die fast drei Meter hohe Stahlstatue steht vor dem ehemaligen Umspannwerk, das 2012 zum Künstlerhaus umgestaltet wurde. Die zweidimensionale Stahlplatte wurde ausgeschnitten und anschließend unter bestimmten Winkeln wieder zusammengeschweißt, wodurch sie eine dreidimensionale Wirkung erhielt. |
|      | Ulrich Naumann Bloch-Denkmal 2007                                                            | Die drei Meter hohe und 1,20 Meter breite Tafel aus COR-TEN-Stahl auf dem Ernst-Bloch-Platz vor dem Yorck-Hochhaus erinnert an den Philosophen Ernst Bloch, der 1885 in der Südlichen Innenstadt geboren wurde. |
|      | Ernst Moritz Geyger Bogenschütze 1895                                                        | Diese bekannte Skulptur vor dem Turmrestaurant des Ebertparks wurde ursprünglich in sechs verschiedenen Größen verkauft. Ein Exemplar davon befand sich im Besitz des deutschen Kaisers Wilhelm II. Andere Exemplare dieses 1902 entstandenen Werks stehen heute auch am Neustädter Elbufer und im Park von Schloss Sanssouci in Potsdam. |
|      | George Rickey Conversation II 1999                                                           | Das Kunstwerk auf dem zentralen Berliner Platz ist ein Geschenk der BASF an die Stadt Ludwigshafen anlässlich der Jahrtausendwende. Auf einer Stele werden zwei L-förmige Elemente durch Luftbewegung in Bewegung versetzt, was entweder den Buchstaben L oder U ergibt, zusammen das Kfz-Kennzeichen für Ludwigshafen: LU. |
|      | Maria Ewel Der große Tiger 1957                                                              | Die Plastik ist in einer abstrahierenden Formensprache dargestellt und zeigt die kraftvolle Gestalt des Tiers. Ehemals auf dem Alwin-Mittasch-Platz in Friesenheim war die Tierskulptur lange Zeit in einem beklagenswerten Zustand: Sie war so verschmiert, dass die Originalfarbe kaum mehr zu erkennen war und sogar der Schwanz wurde der Raubkatze abgebrochen. Mittlerweile ist sie restauriert und wurde auf dem Ludwigsplatz aufgestellt. |
|      | Michael Croissant Der gestürzte Prometheus 1968                                              | Die Skulptur des altgriechischen Heros Prometheus hängt an der Fassade des Carl-Bosch-Gymnasiums. Es gibt ein Gerücht, dass die Plastik des stürzenden Prometheus falsch herum aufgehängt wurde! Den Künstler konnte man nicht mehr fragen, da er schon verstorben war. Auf den Bildern ist erkennbar, dass Prometheus eigentlich nicht stürzt, sondern nach links oben wegfliegt. |
|      | Waldemar Grzimek Der Radfahrer 1978                                                          | Die 2,2 Meter große Bronzestatue wurde 1978 vor dem damals eröffneten Radsportzentrum in Friesenheim aufgestellt. 2024 wurde die Skulptur oberhalb der Füße abgetrennt und gestohlen. |
|      | Martin Adam Foeller Der Treidler 1976                                                        | Die Skulptur zeigt einen Treidler, der mit harter Arbeit einen beladenen Kahn stromaufwärts zieht. Der Frankenthaler Kanal verband mehr als 150 Jahre den Frankenthaler Hafen mit dem Rhein. 1944 wurde er zum letzten Mal von einem Transportschiff befahren und in den letzten Tagen des Zweiten Weltkrieges teilweise zerstört. Das Freilichtmuseum, das 1991 eingeweiht wurde, wurde 2013 aufgegeben, da es zu häufig zu Vandalismus kam. |
|      | Wolfgang Auer Die Ankunft Marias 2005                                                        | Der Brunnen vor der Wallfahrtskirche Oggersheim erzählt die Legende, dass die Gottesmutter Maria und das Heilige Haus von Engeln und Wolken über Wasser und Land in die italienische Stadt Loreto getragen wurde. Im Inneren der Wallfahrtskirche findet sich ebenfalls eine Loretokapelle. |
|      | Hans Günter Thiele Die Welt in meinen Händen 2002                                            | Die "Weltkugel" auf dem Dr. Hans-Wolf-Platz in der Pfingstweide steht für die Multikulturalität dieses Stadtteils. Die Hände sind aus Sandstein, die Kugel aus Edelstahl mit grün bemalten Kontinenten. |
|      | Fred Emmerich Durchblicke 1993                                                               | Die Stahlskulptur steht in der Industriestraße, vor den Technischen Werken Ludwigshafen. |
|      | Albert Hoch Edelstahlbrunnen 1977                                                            | Nach anderen Informationen stammt die Skulptur von Wolfgang Spahn. |
|      | Giacomo Manzù Eisläuferin 1957                                                               | Die Eisläuferin auf dem Ludwigsplatz entstand im Jahr 1957 als charakteristisches Beispiel für den Spätimpressionismus. Sie präsentiert sich als schlanke, hoch aufragende Mädchengestalt auf einem Bronzesockel, der die langen Beine betont. |
|      | Kubach-Wilmsen Endlose Säule                                                                 | Diese Skulptur des Bildhauerehepaars Wolfgang Kubach und Anna Kubach-Wilmsen befindet sich auf dem Heinz-Beck-Hof hinter der Stadtbibliothek. Deren künstlerisches Gesamtwerk ist eine fast 40-jährige Hommage an die Materie Stein. |
|      | Max Bill Endlose Treppe 1991                                                                 | Die Endlose Treppe am Wilhelm-Hack-Museum wurde vom Schweizer Künstler Max Bill im Jahr 1991 zum hundertsten Geburtstag des Philosophen Ernst Bloch errichtet. Die 19 gewundenen Stufen aus nordamerikanischem Granit sollen das philosophische Prinzip Hoffnung Blochs darstellen. |
|      | Peter Gelbert, Hans-Günther Thiele Eulenbrunnen 1913, erneuert 1992                          | Mit diesen Brunnen im Riedsaumpark spielen die Friesenheimer ironisch auf ihren Uznamen an. Die nach vier Himmelsrichtungen schauenden Eulen sollen aussagen, dass Friesenheim der Mittelpunkt der Welt sei. Gestiftet 1913 vom Gewerbeverein Friesenheim, erneuert 1992. |
|      | Le Corbusier Fuß                                                                             | Das Original dieses monumentalen Fußes an der Fußgönheimer Straße in Ruchheim ist aus Schaumstoff und steht in Rom im Eingangsbereich eines Raumausstatters. Es wurde entworfen von Le Corbusier. Der Repräsentant dieser Firma in Deutschland ließ davon eine Form gestalten und sie mit Beton ausgießen. |
|      | Georg Kolbe Fliegender Genius 1928                                                           | Der Fliegende Genius auf dem Ludwigsplatz ist eine idealistische Aktplastik, die einen heroischen Gestus zeigt. |
|      | Max Faller Franziskusbrunnen 1992                                                            | Vor der Friesenheimer Josefskirche steht eine Bronzesäule mit Szenen aus dem Leben des Heiligen Franz von Assisi. |
|      | Manfred Kieselbach Gegen Unrecht und Gewalt 1991                                             | Dieses Mahnmal steht vor dem Haupteingang des Geschwister-Scholl-Gymnasiums und erinnert an die Geschwister Scholl. |
|      | Margot Stempel-Lebert Gestörte Ordnung 1990                                                  | Dieses umstrittene Kunstwerk mit dem bezeichnenden Titel steht vor dem Polizeipräsidium Ludwigshafen. |
|      | Friedrich Becker Geteilte Kugel 1992                                                         | Die Geteilte Kugel steht auf einer Stele in einem Wasserbecken vor dem Rheincenter. Durch einen Mechanismus im Inneren drehen sich die beiden Halbkugeln in der Ebene. |
|      | Fritz Koenig Große Zwei XVII 1976/79                                                         | Koenigs Skulpturen prägen den öffentlichen Raum vieler deutscher Städte, so auch in Ludwigshafen vor der Bundesbankfiliale. Mit Kühnheit geht Koenig an die Statik seiner monumentalen Skulptur heran. Die beiden, auf keulenförmige Körper und Kugelköpfe abstrahierten Figuren sind im Fallen begriffen. Lediglich ein schmales Verbindungselement bindet sie an die senkrecht aufstrebende Säule. Suggerierte Instabilität eines flüchtigen Augenblicks und tatsächliche Festigkeit des Materials, der Bronze, stehen absichtlich im Widerspruch. Koenig möchte das Wechselspiel von Aufstreben und Fallen, von Statik und Balance, von Ruhe und Bewegung sowie von Naturhaftem und Abstraktion sichtbar machen. In seinen Skulpturen, die zwischen Figuration und Abstraktion schweben, setzt er sich zeit seines Lebens mit aller kreatürlichen Existenz auseinander und macht die Geburt aber auch den Tod zum Thema. |
|      | Maritta Kaltenborn Handel und Wandel 1989                                                    | Diese Plastik wurde der Stadt von der Commerzbank gestiftet, vor deren Filiale in der Bismarckstraße es auch steht. Von den Einheimischen erhielt sie auf Grund der Form den Spitznamen Ohr der Verwaltung. |
|      | Gerd Dehof Harlekin 1967                                                                     | Der Harlekin im Handstand steht vor dem ehemaligen Haus der Jugend. Anfänglich protestierten Eltern gegen diese Plastik, weil sie dachten, sie löse bei Kindern Ängste aus. |
|      | Kriegsgefangenenlager Rheingönheim                                                           | Der Gedenkstein für das Rheinwiesenlager in Rheingönheim erinnert an das überfüllte Kriegsgefangenenlager, das ursprünglich für weniger Gefangene gedacht waren. Die US-Army trennte mit Stacheldraht Ackerbereiche unter freiem Himmel ab und teilten sie in kleinere Einheiten, sogenannte Compounds ein, die jeweils 5.000 bis 10.000 Gefangene umfassten. |
|      | Wolf Spitzer Kunst am Bau ohne Titel 1994                                                    | Spitzer hat einen gelben Stahlträger des Technologiezentrums Ludwigshafen einbezogen. Dieses Werk wird kaum beachtet und hat deshalb auch keinen volksmundlichen Namen. |
|      | von Krafft Langemarck-Denkmal 1936                                                           | Dieses Kriegerdenkmal am Hofgut in Mundenheim wurde auf Initiative des Kriegervereins errichtet und erinnert an den Mythos von Langemarck, die Verklärung eines verlustreichen Gefechts, das während des Ersten Weltkriegs in der Nähe des belgischen Ortes Langemark stattgefunden hatte. |
|      | Hans Günter Thiele Lebensbaum 1997                                                           | Thiele schuf diesen Lebensbaum anlässlich seines 50-jährigen Berufsjubiläums. Er wurde zum Symbol der Hatzfeld-Stiftung und steht auf dem Maria-Luise-Hatzfeld-Platz, in der Nähe des Mundenheimer Friedhofs. |
|      | Wolf Spitzer Lichtbänder 1989                                                                | Das Denkmal für die Rheinschanze steht direkt am Rheinufer, an der Stelle, an der sich der historische Rheinübergang befand. Bei entsprechendem Lichteinfall leuchten die Bänder auf. |
|      | Jan van Munster Lichtsäule 2002                                                              | Der niederländische Künstler Jan van Munster konzipierte für die Sparkasse Vorderpfalz auf dem Ludwigsplatz eine 22 Meter hohe Lichtsäule, die über Reflexionen auf der Scheibe der Bank mit der 38 Meter langen Brainwave (englisch: Gehirnwelle) im Inneren in Beziehung tritt. |
|      | Wolf Spitzer Lichttor 1979                                                                   | Das so genannte Lichttor vor dem Rathauscenter ist der symbolische Zugang zur Fußgängerzone in der Bismarck-Straße. Es ist wegen seiner Lage auch Treff- und Ausgangspunkt von Demonstrationen. Wegen seiner Form wird es auch liebevoll "Schlüsselloch"genannt. |
|      | Erich Koch Ludwina 1988                                                                      | Die Figur der Ludwina sitzt auf einem Sockel mit Blütenblättern am Rand eines flachen Brunnenbeckens. Der Brunnen wurde gestiftet von der Stadtsparkasse, die im Jahr 1988 ihr hundertjähriges Bestehen feierte. Die Ludwina ist eine Allegorie des Frühlings und zugleich eine Hommage an die aufstrebende Industriestadt. |
|      | Barbara und Gernot Rumpf Lutherbrunnen 1992                                                  | Der Lutherbrunnen vor der ehemaligen Lutherkirche ist das einzige Denkmal, das Martin Luther gemeinsam mit seiner Frau Katharina von Bora zeigt. Gleichzeitig spielt der Brunnen auf Luthers Konflikt mit Papst Leo X. an. |
|      | Eberhard Linke Mensch im Kreis 1988                                                          | Der Mensch im Kreis steht vor dem Eingang zum Verwaltungsgebäude des Rhein-Pfalz-Kreises auf dem Europaplatz. |
|      | Joachim Berthold Menschenpaar 1962                                                           | Bronzeplastik im Ebertpark. Mit ca. 1,30 Meter Höhe kleiner als in Lebensgröße ausgeführt. 2022 wurde die Plastik gestohlen. Eine weitere davon, jedoch in Überlebensgröße gestaltet steht in Erlangen. |
|      | Roland Gebhardt Minimal Art 1973                                                             | Diese Kunststoffplastik ist etwa 3 Meter hoch und rund 400 Kilogramm schwer. Sie steht im Marienpark bei der Marienkirche und wurde vom Künstler in den Kunststoffwerkstätten der BASF gefertigt. |
|      | Joan Miró Miró-Wand 1979                                                                     | Die Miró-Wand am Wilhelm-Hack-Museum verdankt ihre Entstehung einem Konstruktionsfehler, da das Museumsgebäude um vier Meter erhöht werden musste, entstand eine riesige Außenfläche, die vom katalanischen Künstler mit einer Verkleidung aus 7.200 Fliesen gestaltet wurde. |
|      | Ernst W. Kunz Mittwochstreff 1977                                                            | Der so genannte Knödelbrunnen befindet sich mitten in der Fußgängerzone und hat seinen Spitznamen von den runden Kugelelementen, die Pfälzer an Knödel erinnern. Aktuell ist der Brunnen wegen einer benachbarten Baumaßnahme eingelagert, soll aber nach Abschluss der Arbeiten wieder aufgestellt werden. |
|      | Oggersheimer Marktbrunnen 1996                                                               | Die drei Säulen am Marktbrunnen auf dem Oggersheimer Hans-Warsch-Platz symbolisieren die ehemaligen Stadttore: Frankenthaler Tor, Speyerer Tor und Mannheimer Tor. |
|      | Martin Schöneich Ohne Titel 2003                                                             | Stahlplastik in der Mitte von Rheingönheim |
|      | Marcello Morandini Ombralatina 2004                                                          | Die zehn Meter hohe Marmorskulptur hinter dem am Wilhelm-Hack-Museum besteht aus einem Metallkern, an dem Platten aus weißem Marmor aus dem Tessin und aus schwarzem Granit aus Simbabwe im Wechsel befestigt sind. |
|      | Hans-Günther Thiele Paul-Münch-Brunnen 1990                                                  | Der Paul-Münch-Brunnen vor dem alten Rathaus in Ruchheim erinnert an die Pfälzische Weltgeschicht des in Ruchheim geborenen Mundartdichters Paul Münch. |
|      | Bonifatius Stirnberg Pfälzer Lebensfreude 1991                                               | Die vier Figuren des Brunnens Pfälzer Lebensfreude auf dem Ludwigsplatz stehen für Singen und Musizieren, Sport, Feste feiern und Tanzen. In der Mitte der Bronze-Plastik befinden sich Weinranken und eine lachende Sonne als eine Referenz auf den Pfälzer Sommer. |
|      | Blasius Spreng Ernst W. Kunz Pfalzsäule 1968                                                 | Die Pfalzsäule vor dem Pfalzbau ist ein 21 m hoher Obelisk und gehört zu der Außenanlage des 1968 eingeweihten neuen Pfalzbaus, dem Theaterbau der Stadt Ludwigshafen. |
|      | Erich Hauser Raumsäule 22 1979                                                               | Diese Skulptur auf dem Heinz-Beck-Platz hinter der Stadtbibliothek besteht aus sieben Edelstahlröhren, die in einer Zickzacklinie umfallende Körper suggerieren. |
|      | Eugen Roth Pyramidale Raumstruktur 1979 / 1983                                               | Diese 3,5 Meter hohe Pyramide aus Edelstahl-Rohr soll sich in Gedanken unendlich in den Äther fortgesetzt denken lassen. Die Struktur befindet sich vor dem Ratssaal im Rathauscenter. Nach der Schließung des Rathaus-Centers soll die Plastik nach Friesenheim vor das ehemalige Hallenbad Nord umziehen. |
|      | Kurt Lehmann Regenmännlein 1953                                                              | Das Regenmännlein ist ein Geschenk der Nachbarstadt Mannheim zum hundertsten Geburtstag Ludwigshafens im Jahr 1953. Es ist ein kleiner Junge, der sich schützend ein aufgeklapptes Buch über den Kopf hält. |
|      | Kazuo Katase Ring des Seyns 1998                                                             | Der Ring des Seyns am Klinikum der Stadt Ludwigshafen ist eine vierteilige Installation. Auf dem Dach liegt ein 30 Meter langer Stab, der über ein röhrenartiges Element als Auflager geführt wird. Am äußeren Ende des Stabes, vor der Stirnwand des Klinikums, hängt ein roter Ring mit einem Durchmesser von 10 Metern. |
|      | Hans-Günther Thiele Rochusdenkmal                                                            | Vor dem ehemaligen Friesenheimer Rathaus steht ein Denkmal für die Friesenheimer Symbolfigur Rochus, der nachts die Augen einer Eule sah, diese für Glut hielt und die Feuerwehr alarmierte. Aus diesem Grund ist auch die Eule das Symbol für den Ortsteil. |
|      | Hans Nagel Röhrenplastik                                                                     | Diese Skulptur befindet sich im Heinz-Beck-Hof. |
|      | Theo Siegle Schillerdenkmal 1955                                                             | Das Denkmal für Friedrich Schiller vor dem Oggersheimer Rathaus ist bereits das dritte Schillerdenkmal im Ort. Es erinnert an den heimlichen Aufenthalt des flüchtigen Dichters in Oggersheim im Jahr 1782. |
|      | Rolf Nolden Singularität 2011                                                                | Die in das Pflaster eingelassene Stahlskulptur ist dem Physiker Stephen Hawking und seiner Theorie des „unsichtbaren schwarzen Lochs“ gewidmet. |
|      | Spiegelberg                                                                                  | Die ursprünglich bewegliche Spiegelinstallation auf einem künstlichen Hügel hinter der Hochschule Ludwigshafen wurde auf Grund der störenden Lichteffekte und Schäden durch Vandalismus mittlerweile abmontiert. |
|      | unter Leitung von Hans-Günther Thiele Stadtteilbrunnen 1985                                  | Der Stadtteilbrunnen im Friedenspark wurde von 15 Steinmetzgesellen unter Leitung von Hans-Günther Thiele errichtet. Er zeigt Charakteristika oder Szenen aus der Geschichte der einzelnen Stadtteile. |
|      | Siegfried Sandreuther Stein des Anstoßes 1981                                                | Am Anfang des Ludwigsplatzes steht dieser unscheinbare Stein, der leicht übersehen wird. |
|      | Hans-Günther Thiele Torfstecherbrunnen 2003                                                  | Der Torfstecherbrunnen in der Ortsmitte Maudachs erinnert an die Zeit, in der im nahe gelegenen Maudacher Bruch noch Torf gestochen wurde. Bronze-Figuren von Kiebitzen, die sich am Brunnen befanden, mussten wieder entfernt werden, da sie mehrfach abgebrochen wurden. |
|      | Barbara und Gernot Rumpf Zedwitz-Brunnen 2008                                                | Der Zedwitz-Brunnen in der Nähe des Hofguts von Mundenheim ist benannt nach dem Freiherrn von Zedwitz und spielt auf örtliche Gegebenheiten an: Petrusschlüssel im Ortswappen, Mundenheimer Gockel, Gasthaus zum Schwanen usw. |
|      | Eugen Roth Zwei Blau 1998                                                                    | Diese Edelstahl-Raumskulptur mit blauem Mobile befindet sich im Innenhof des Betreuten Wohnens von Maudach. |
|      | Bernar Venet Deux lignes indéterminées (Zwei unbestimmte Linien) 1993                        | Die vom Förderkreis des Wilhelm-Hack-Museums dem Museum als Dauerleihgabe überlassene Stahlskulptur, fügt sich aus zwei monumentalen Stahlbändern zu einer unregelmäßigen Spirale zusammen. |
|      | Diethelm Koch Zylinderstück XXII, Zylinderstück XXIII, Zylinderstück LXVIII 1991, 1991, 2004 | Am Eingang des Wilhelm-Hack-Museums stehen drei Skulpturen aus Holz und Stahl, in denen Koch seine Auseinandersetzung mit den Platonischen Körpern in den kontrastierenden Materialien Holz und Corten-Stahl mit Würfel, Kugel und Zylinder den dreidimensionalen Raum thematisiert. |